# Miriam Rosenbloom
Miriam Rosenbloom – australijska graficzka, ilustratorka i projektantka książek.

## Życiorys
Od września 2014 roku członkini Australijskiego Stowarzyszenia Projektantów Książek (Australian Book Designers Association – ABDA), organizacji mającej na celu wspieranie rozwoju zawodowego projektantów publikacji i promowanie nowych talentów w tej dziedzinie (była jedną z inicjatorek jej powstania, a obecnie zajmuje stanowisko wiceprezesa); dyrektor artystyczny studia projektowego Green Scribble, które mieści się w Melbourne i zajmuje się projektowaniem książek z różnorodnych dziedzin. Zdobywczyni kilku prestiżowych nagród za swoje prace.
Rosenbloom rozpoczęła karierę zawodową w rodzinnym Melbourne, gdzie terminowała u boku ojca, projektanta Henry’ego Rosenblooma, a następnie przeniosła się do Londynu, gdzie pracowała jako wolny strzelec dla kilku brytyjskich wydawnictw, osiadając w końcu na dłużej (na stanowisku starszego projektanta) w Faber & Faber. Dla tego domu wydawniczego w 2010 roku zaprojektowała – razem z kilkoma innymi osobami – serię tomików poetyckich znanych brytyjskich poetów (m.in. Sylvii Plath), nawiązującą do pierwszych wydań tych utworów, lecz interpretujących je inaczej. Grafika nawiązywała do głównych motywów twórczości danego autora, co spotkało się z uznaniem branży i czytelników – w rezultacie Rosenbloom otrzymała nagrodę w 2010 roku nagrodę American Institute of Graphic Arts w kategorii 50 Books/50 Covers. Po tym sukcesie projektantka powróciła w 2011 roku do ojczystej Australii i rozpoczęła pracę w Green Scrible. W 2014 roku zdobyła nagrodę za najlepiej zaprojektowaną serię wydawniczą (powieści zamordowanego w Oświęcimiu żydowskiego pisarza Davida Vogela), a w 2015 otrzymała nominację za najlepiej zaprojektowaną książkę z dziedziny non-fiction (David Roland, How I Rescued my Brain. A Psychologist’s Remarkable Recovery from Stroke and Trauma).
Polscy czytelnicy mieli okazję zetknąć się z projektem Rosenbloom przy okazji premiery powieści Roberta Gregory’ego Davida Shantaram, wydanej przez Wydawnictwo Marginesy wiosną 2016 roku (polska okładka jest zaadaptowana z oryginalnego wydania).